# Dicopomorpha echmepterygis
Dicopomorpha echmepterygis — вид паразитичних перетинчастокрилих комах родини мимарід (Mymaridae). Найменша відома комаха у світі.

## Поширення
Вид описаний зі штату Іллінойс (США).

## Опис
Самці виростають завдовжки 139—240 мкм. У них немає очей та крил, антени та ротовий апарат сильно зредуковані. Вони мають довгі ніжки з кігтиками, якими вони чіпляються за самиць. Самиці більші, крилаті, сягають 550 мкм завдовжки.

## Спосіб життя
Паразитоїд сіноїдів Echmepteryx hageni з родини Lepidopsocidae. Самиця відкладає 2-4 яйця у яйця сіноїдів. Там з личинок розвивається одна самиця та 1-3 самці. Дорослі самці спаровуються зі своїми сестрами всередині яйця-господаря і гинуть, не залишаючи яйця.